# Radnice v Lysé nad Labem
Radnice v Lysé nad Labem je barokní radniční budova na Husově náměstí v Lysé nad Labem. Postavena byla v letech 1746 až 1747. Je chráněna jako kulturní památka České republiky.

## Historie
Původní radnice stála v jihozápadním rohu nynějšího náměstí Bedřicha Hrozného na místě dnešního domu čp. 265. Jednalo se o měšťanský dům, který byl upraven na radnici. Dům byl však ve 40. letech 18. století zakoupen vrchností, která tam zřídila chudobinec. Měšťané rozhodli o vybudování nové radnice na severní straně Husova náměstí. Stavba probíhala v letech 1746 až 1747.

## Popis
Půdorys radnice je obdélníkový s podloubím. Budova má přízemí, patro a střechu. Omítka radnice je kombinací žluté a cihlově červené barvy. Cihlově červená je použita na oblouky, jižní nároží a plastické části. Sedlová střecha je kryta taškami a opatřena vikýři směrem do náměstí. Budova staré radnice je v patře propojena s novodobou přístavbou městského úřadu, která se nachází za radnicí.